# La Grande Vallée (comics)
Pour les articles homonymes, voir Grande Vallée.
La Grande Vallée est une série télévisée créée en 1965. Son succès se prolongea durant quatre saisons et 112 épisodes. Ceci ne pouvait laisser Dell Comics, spécialiste des adaptations en bande dessinée, indifférent : l'éditeur acheta la licence pour une très courte série d'à peine un an.

## Le thème
Bien avant Dallas, la série télévisée Bonanza, diffusée sur NBC, racontait l'histoire de la vie d'un ranch américain. À la différence du feuilleton des années 1980, nous avions affaire à une famille soudée, bienveillante et non avide d'argent. De même l'action se déroulait à l'époque du Far-West et non au XXe siècle.
Le succès durable (14 saisons) de cette série amena les chaînes rivales de NBC à avoir, elles aussi, leur histoire de riches rancheros américains.
ABC mit ainsi sur pied La Grande Vallée (The Big Valley en version originale). Cette fois-ci, le patriarche de la famille était une femme, Victoria Barkley, interprétée par Barbara Stanwyck qui reçut pour ce rôle un Emmy Award (1966). Cette série lança également les carrières de Lee Majors et de Linda Evans.
Il était donc tentant pour Dell d'acheter la licence, ce qu'il fit. Malheureusement le choix se porta sur des histoires trop linéaires, leur longueur ne permettant ni développement réel des intrigues, ni approfondissement psychologique des personnages.

## Publications

### The Big Valley

#### #1erjuin 1966
Scénario : Paul S. Newman / Dessins : Frank Bolle
1. Fight for the Water Holes - 10 planches
2. The Ambush - 10 planches
3. The Showdown - 12 planches

#### #2 septembre 1966
Dessins : Frank Springer
4. San Joaquin War - 11 planches
5. Closing In - 10 planches
6. The Truth - 11 planches

#### #3 mars 1967
Dessins : Frank Springer
7. Devil's Own Deed - 11 planches
8. Surrender or Die - 10 planches
9. Arrested - 11 planches

#### #4 avril 1967
Dessins : José Delbo
10. Wings of Destruction - 12 planches
11. Bound West for Danger - 10 planches
12. The Battle of Summit Pass - 10 planches

#### #5 octobre 1967
Dessins : Frank Springer
13. Menace of the Tongs - 10 planches
14. $1000 Worth of Lead - 11 planches
15. The Squatters - 11 planches

#### #6 octobre 1969
Reprise du #1